# Vincenzo Dartonna
Vincenzo Dartonna (Tortona, ... – ...; fl. XVI secolo) è stato un poeta italiano.

## Biografia
Sul Dartonna si hanno scarse notizie biografiche, tanto da indurre alcuni studiosi ad identificarlo con il poeta a lui contemporaneo Paolo Foglietta.

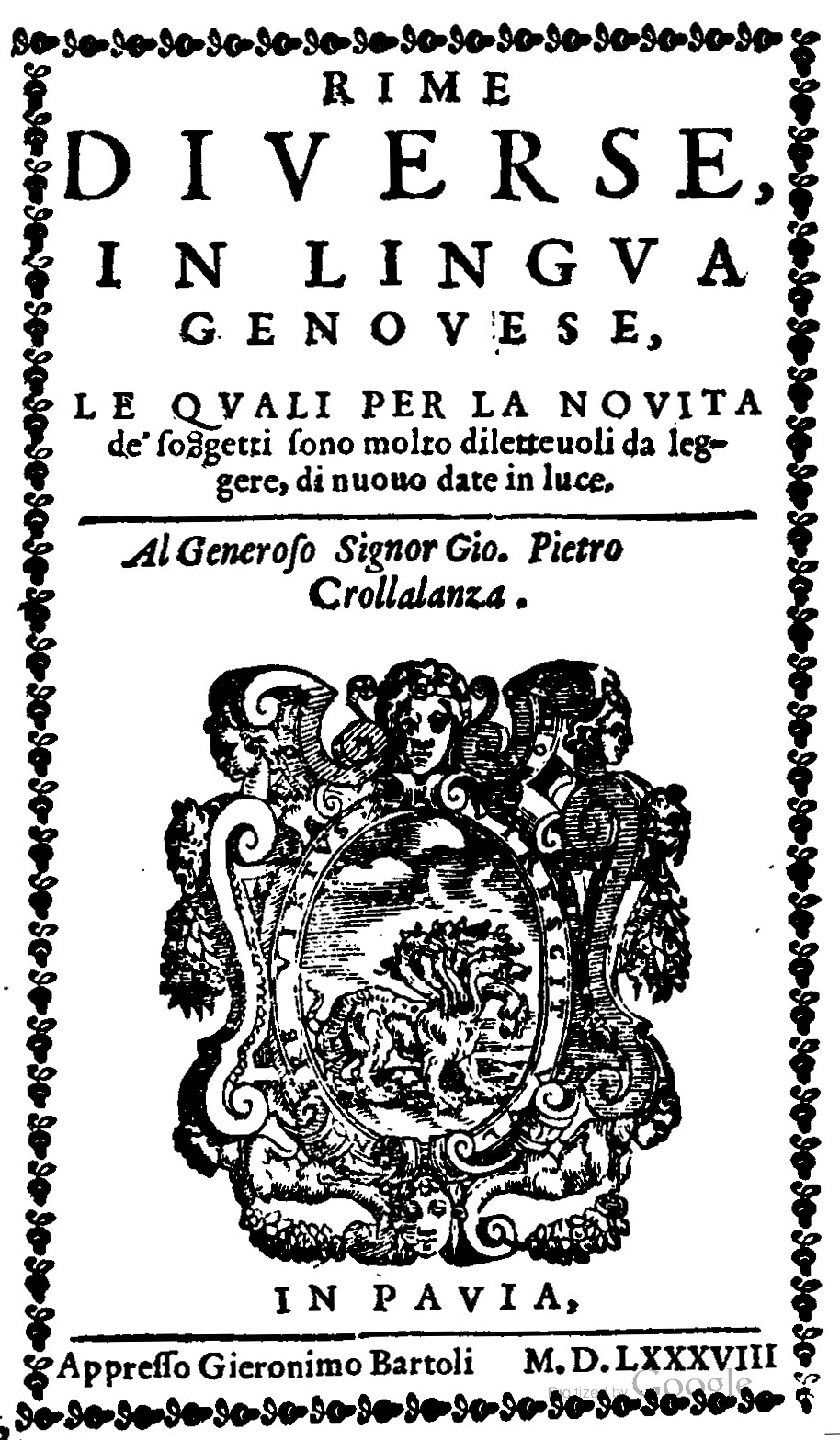
Frontespizio del "Rime diverse in lingua genovese".

Forse originario di Tortona (Dartonna in lingua genovese), il Dartonna fu console della conserteria dei cartarii a Genova intorno alla metà del Cinquecento.
Nel 1579 pubblicò una raccolta di Rime in lingua toscana e fu tra i poeti inseriti nell'antologia Rime diverse in lingua genovese dallo Zabata.
Fu anche autore del Ragionamento di sei nobili fanciulle genovesi e della traduzione ed adattamento in lingua genovese del primo canto dell'Orlando Furioso che dedicò al Foglietta.

## Opere
- Rime di Vincenzo Dartonna non più vedute, hor nuovamente date in luce, 1579
- Il primo Canto d'Orlando Furioso, 1583
- Ragionamento di sei nobili fanciulle genovesi
- Ottave
- Sonetti